# Can Artam
Can Artam (* 30. Juni 1981 in Istanbul, Türkei) ist ein türkischer Rennfahrer. Er startete 2005 in der GP2-Serie für das iSport-Team und war 2001 Meister in der US Formel Dodge.

## Karriere
Seine Karriere begann 1999 mit Kartfahren. Dies machte er, bis er 2001 in die türkische Tourenwagen-Meisterschaft wechselte. Im selben Jahr fuhr er auch noch in der US-Formel-Dodge, in der er Meister wurde. 2002 fuhr er in der TTCC, der FranAm Formel Renault und einige Rennen in der türkischen Formel 3, sowie im Kartsport. 2003 fuhr er in der Formel Renault, sowie einige Rennen in der britischen Formel 3 und in der Formel Renault V6 Euro Cup.
Am 29. Mai 2004 fuhr er das erste Mal in der Formel 3000 in Imola. Gleichzeitig war er der erste türkische Pilot in dieser Serie. Am Anfang der Saison fuhr er für Coloni Motorsport und wechselte nach sieben Rennen zu Super Nova Racing. 2005 fuhr er in der GP2-Serie, der Nachfolgeserie der Formel 3000 für das iSport International. Als Teamkollege von Scott Speed holte er zwei Punkte und erreichte Platz 22 im Gesamtklassement. Seit 2005 nahm er an keiner Meisterschaft mehr teil.
Erst 2013 gab er ein Comeback im Rahmen der Creventic 12 Stunden von Ungarn auf einem BMW des türkischen Borusan Otomotiv Motorsport Teams.

## Karrierestationen
- 2001: US Formel Dodge (Meister)
- 2002: TTCC; Fran Am Formel Renault; türkische Formel 3
- 2003: Formel Renault; britische Formel 3; Formel Renault V6 Euro Cup
- 2004: Formel 3000 (Platz 19)
- 2005: GP2-Serie (Platz 22)